# 隆圖埃河

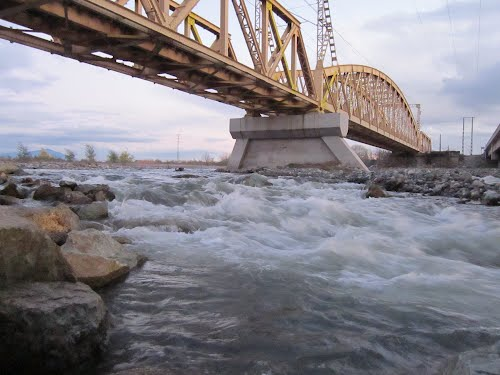
隆圖埃河

隆圖埃河位置（圖中央）

隆圖埃河（西班牙語：Río Lontué）是智利的河流，位於該國中部馬烏萊大區的庫里科省，處於庫里科以東50公里，該河流與隆圖埃河匯流成為馬塔基托河。